# Чајник
Чајник је затворен кухињски суд намењен кувању чаја  или за инфузију ароме из лишћа или цветова биљки (биљни чај). Састоји се из тела, дршке, поклопца и грлића. Чајници за кување чаја се праве од метала. Постоје и електрични чајници у којима се загрева вода потребна за топле напитке (види: кувало за воду). Многи чајници пиште, под утицајем вреле паре, да означе да је вода у њима проврила. 
Чајници за напаравање (инфузију) лишћа и цветова су израђени од порцелана или стакла. Врућа вода се налива кроз горњи отвор и натапа биљке које су у чајнику. 
Чајници су ушли у употребу у Кини у време династије Јуан. Вероватно су били варијанта керамичких лонаца и бронзаних винских крчага који су у Кини коришћени хиљадама година. 
Крајем 17. века трговачке компаније су почеле да транспортују чај из Кине у Европу, а уз то и чајнике. Порцелански чајници из Кине су били луксузна роба. Први сервиси за чај у Европи израђени су у фабрици у Мајсену 1710. 